# Albert Nijenhuis
Albert Nijenhuis (Eindhoven, 21 novembre 1926 – 13 febbraio 2015) è stato un matematico olandese naturalizzato statunitense, che si specializzò in geometria differenziale, nella teoria delle deformazioni in algebra e geometria, e più tardi in combinatoria.
Nel 1959 venne naturalizzato americano.

## Alcuni selezionati lavori
- Albert Nijenhuis, Natural bundles and their general properties, Tokyo, Diff. Geom. in Honour of K. Yano, 1972,  pp. 317-334.
- Albert Nijenhuis e Wilf, Herbert S, Combinatorial Algorithms, Academic Press, 1975, ISBN 0-12-519250-9.
- Albert Nijenhuis e Wilf, Herbert S, Combinatorial Algorithms for Computers and Calculators, Academic Press, 1978, ISBN 0-12-519260-6.
- Albert Nijenhuis, Connection-free differential geometry, in Diff. geom. appl., Proc. Conf., 1995,  pp. 171-190.